# المجموعة الفردانية K2b1
المجموعة الفردانية K2b1، أو السُّلالة K2b1 والمعروفة أحيانًا باسم المجموعة الفردانية MS، هي مجموعة فردانيَّة بشريَّة ذكوريَّة، يتم تعريفها بواسطة طفراتها المُحددة وهُم SNPs P397 وP399. لديها بنية داخلية معقدة ومتنوعة وغير مفهومة بالكامل بعد؛ وتشمل أحفادها المصب المجموعات الفردانية الرئيسية المجموعة الفردانية M، وS.
ليس من الواضح في الوقت الحاضر ما إذا كانت المجموعة شبه الأساسية K2b1 يحملها أي ذكور على قيد الحياة بشكلٍ مُباشر. بينما تم العثور على الأفراد الذين يحملون الفئات الفرعيَّة لها، والسُّلالة K2b1 تقع في المقام الأول وذلك بين شعوب بابوا، والشعوب الميكرونيزية، والأستراليين الأصليين، والبولينيزيين. كما أنها تحملها الأقليات النيغريتو والميلانيزية في الفلبين وكذلك إندونيسيا.

## التوزيع
ترتبط السُّلالة K2b1 بقوة بالسكان الأصليين في ميلانيزيا (خاصة جزيرة غينيا الجديدة) وميكرونيزيا، وبدرجة أقل في بولينيزيا، حيث يوجد بشكل عام فقط بين 5-10٪ من الذكور. وقد أحصي وجود نسبة عالية تُقارب 83% من الذكور في بابوا غينيا الجديدة، وما يصل إلى 60% بين شعب أيتا في الفلبين. الغالبية العظمى من الذكور الأحياء الذين يحملون K2b1 هم أعضاء في الفئات الفرعية النهائية ضمن المجموعات الفردانية الرئيسية M (المعروفة أيضًا باسم K2b1b) وS.
كما تشير دراسات الحمض النووي الأسترالي الأصلي المنشورة في عامي 2014 و2015 إلى أنه قبل الاتصال بالأوروبيين واستيطانهم في البلاد، كان حوالي 29% من الذكور الأستراليين الأصليين أوسكان جزر مضيق توريس ينتمون إلى الفئات الفرعية النهائية للسُّلالة K2b1. أي أن ما يصل إلى 27% من الذكور الأستراليين الأصليين يحملون المجموعة الفردانية S1a1a1، المعروفة سابقًا باسم K2b1a1 أو K-P308).